# Mucosa
Una mucosa es una capa de tejido formada por epitelio y conjuntivo laxo subyacente (lámina propia), que reviste las paredes internas de los órganos que están en contacto con el exterior del cuerpo. Suele estar asociada a numerosas glándulas secretoras de moco. En general, presentan funciones de protección, secreción y absorción, y albergan subsistemas inmunológicos muy desarrollados y especializados.
Son tejidos orgánicos suaves y húmedos (como el del interior de la boca) que revisten el interior de los órganos digestivos (cavidad oral, faringe, esófago, estómago, intestino delgado, colon y recto), los respiratorios (mucosa nasal, tráquea y bronquios), los urológicos (uretra, vejiga, uréteres) y genitales femeninos (parte de la vulva y vagina).
Este tejido posee tres capas:
- Un revestimiento de epitelio que tiene contacto directo con la luz del órgano.
- Una capa subyacente de tejido conectivo areolar, junto con una capa de tejido conectivo de mayor número de fibras, denominado Lámina Propia.
- En algunos casos, como el tubo digestivo, existe una fina capa terminal de músculo liso, llamada muscularis mucosae, que consta a su vez de una capa interna de fibras transversales y una capa longitudinal externa. En este caso, el tejido conjuntivo del corion recibe el nombre de lámina propia.

## Epitelio
De tipo variable, según su función y localización.
1. Tubo digestivo: El epitelio de boca, faringe externa es de tipo escamoso estratificado no queratinizado y su principal función es protectora. 

El epitelio cilíndrico simple, que participa en la secreción y absorción, reviste al estómago y los intestinos. Las células de este segundo tipo de epitelio están unidas herméticamente una con otra de manera estrecha. Estas uniones oclusivas evitan el paso de material digestivo entre las células, desde la luz del intestino (medio externo) hacia la sangre (medio interno).
2. Aparato urinario: El epitelio más característico de este sistema es el epitelio de transición o urotelio, que se puede observar desde los cálices menores renales hasta la vejiga. Se trata de un epitelio pseudoestratificado de un grado de estratificación variable en función del estado de distensión del órgano. Cuando el órgano se contrae y disminuye su superficie epitelial, las células se "apelotonan" entre sí, dando la impresión de que el número de capas ha aumentado.

## Lámina propia
La lámina propia es tejido conectivo areolar que contiene numerosos vasos sanguíneos y linfáticos, por los cuales se absorben los nutrientes en el caso del tubo digestivo, y que en general brinda sostén al epitelio y lo une con la muscular de la mucosa, si existe. Esta capa de la mucosa incluye el Tejido Linfoide Relacionado con Mucosas (MALT). En el MALT podemos encontrar tejido linfoide difuso y folículos linfoides prominentes, que contienen células del sistema inmunitario, de función protectora. Los linfocitos y macrófagos del MALT reconocen y producen respuestas inmunitarias contra microbios y otros antígenos, como las bacterias que penetran el epitelio.

## Muscularis mucosae
Una delgada capa de fibras de músculo liso, la lámina muscular de la mucosa, hace que la mucosa del estómago e intestino delgado presente numerosos pliegues pequeños, los cuales incrementan el área de superficie para la digestión y la absorción. Los movimientos de la muscular hacen que todas las células de absorción estén expuestas al contenido del tubo digestivo.